# Giovanni Maria Falconetto
Giovanni Maria Falconetto, född 1458 i Verona, död 1534, var en italiensk målare och arkitekt. 

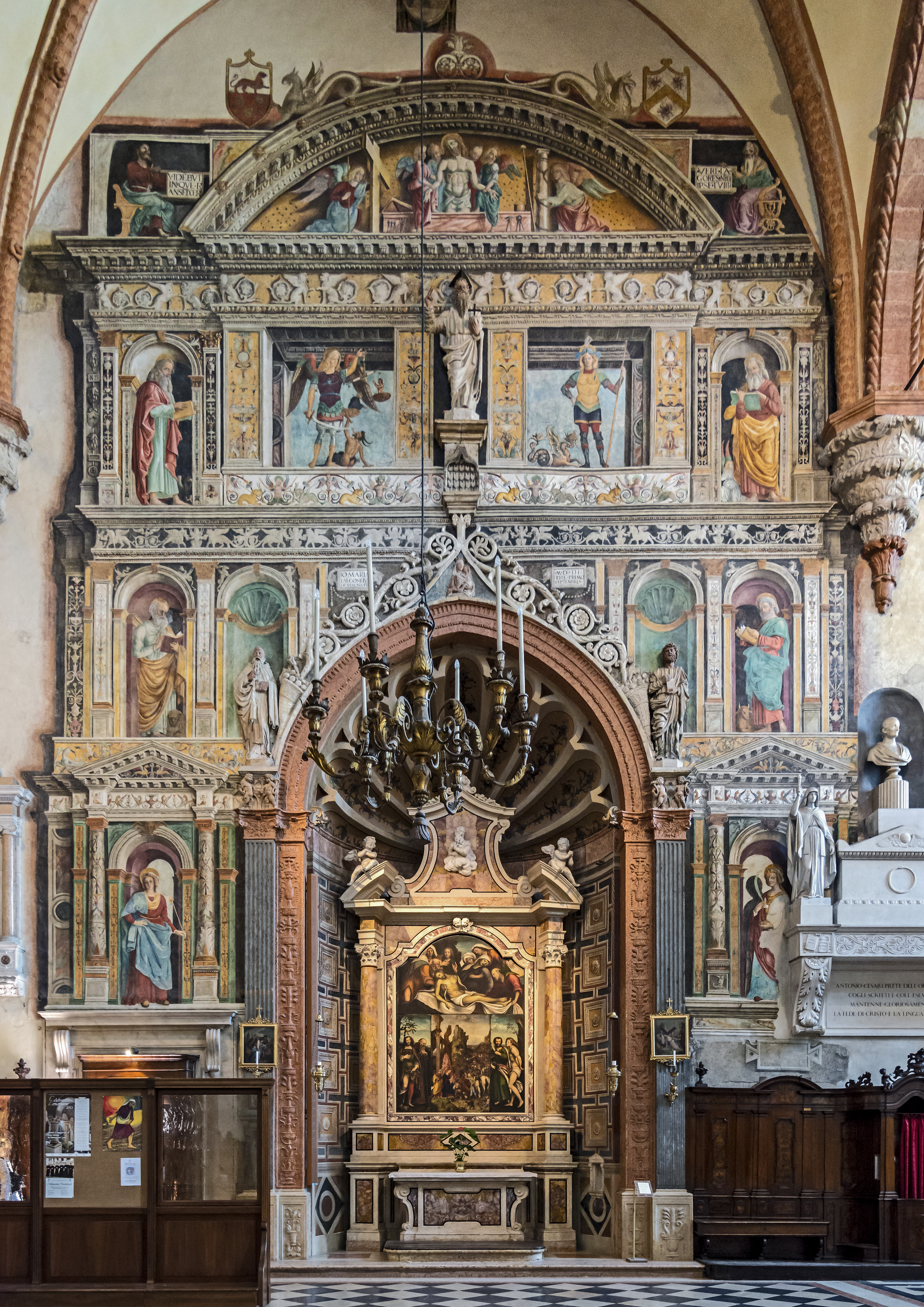
Fresker av Verona katedralen 1503

Som målare - han strävade jämte Domenico Morone, Francesco Buonsignori och Liberale da Verona med flera att från Andrea Mantegnas stränga stil nå fram till venetianarnas vekare formgivning och rikare färgskala - skapade han verk mest i dekorativ riktning, såsom takfresker i Blasiuskapellet i San Nazaro e Celso i Verona och de allegoriska framställningarna med tyska släktvapen i San Pietro Martire i samma stad. Hans stafflibilder är sällsynta. Märkligast är Sibyllan, inför Augustus förutsägande Kristi ankomst (i museet i Verona), som förråder påtagliga intryck av Botticelli. Som arkitekt tillhör han fullt högrenässansen. Hans främsta arbeten i byggnadsväg är de båda trädgårdshusen bakom det nuvarande Palazzo Giustiniani i Padua, uppförda 1524 för den bekante Luigi Cornaro, Porta San Giovanni (1528) och Porta Savonarola (1530), starkt påverkade av Roms triumfbågar, mittpartiet av Palazzo del Capitanio med sin portal med flera byggnadsverk i samma stad, alla av utpräglat monumental karaktär. Den i Rom under tolv års tid utbildade Falconetto ägnade sig såsom arkitekt uteslutande åt utförande av byggnader i stor stil och vägrade envist att åtaga sig anspråkslösare arbeten.